# MAN・ライオンズ・シティ

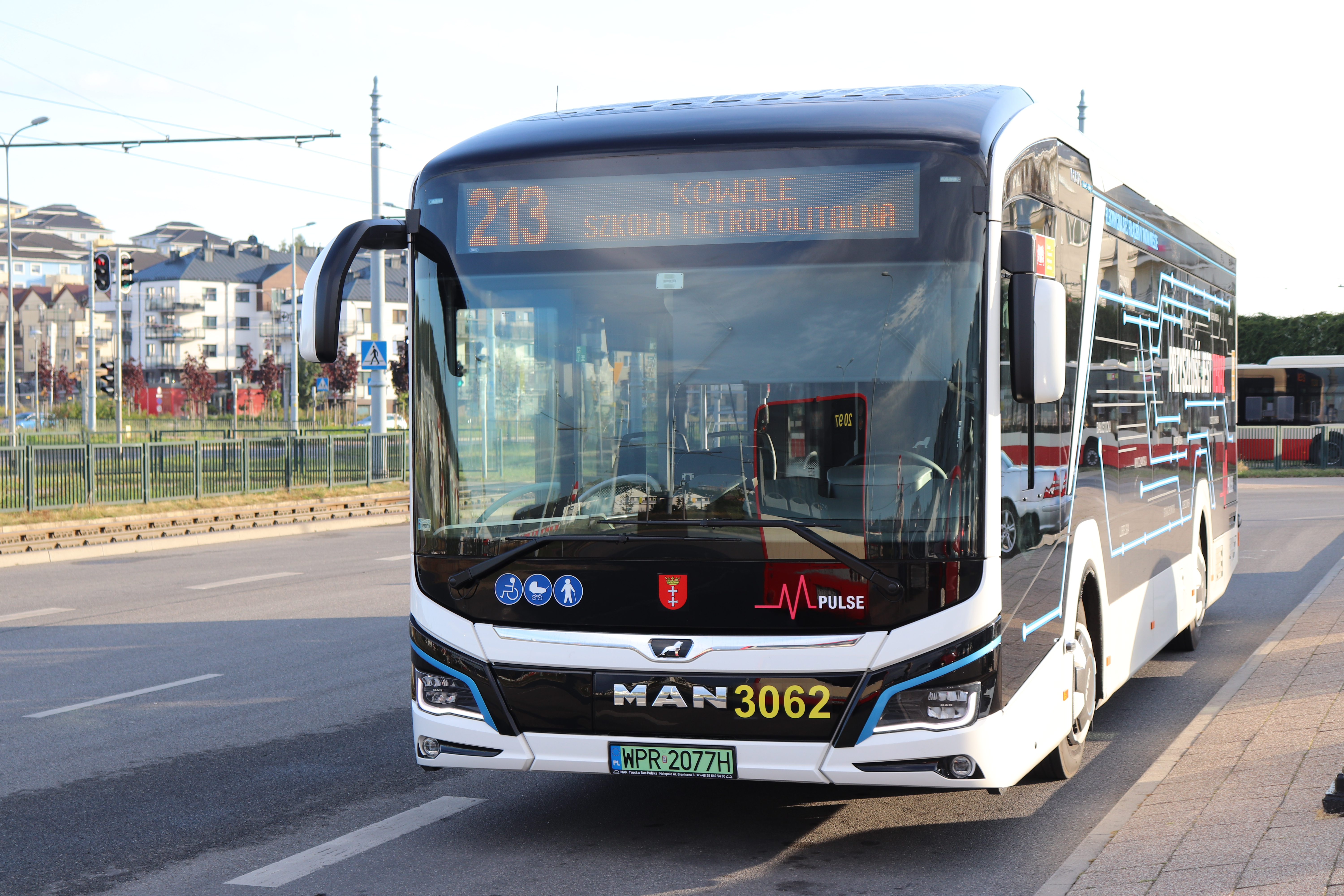
ポーランドのライオンズ・シティ
（電動車）

ライオンズ・シティ（英語: Lion's City）は、ドイツのMANグループのMAN Truck & Bus（旧:MAN Nutzfahrzeuge AG）が製造・販売する大型路線バスである。

## 概要
ノンステップ構造を標準で採用し、1996年に初代モデルを発売。かつてはドイツ国内で製造されていたが、2004年の2代目モデル発売以降はポーランドの新工場に製造拠点が段階的に移され、ドイツでの製造は2008年半ばに中止された。
2017年7月には車両デザインを一新した3代目モデルが発表されたが、2018年5月には生産開始を2019年に延期すると発表した。2020年には電気バスモデルがラインナップに追加された。
主にヨーロッパ市場向けに製造されているため、左ハンドル仕様を基本としているが、シンガポールや香港市場向けとして右ハンドル仕様も少なからず存在する。

## 主なラインアップ

### 単車バス

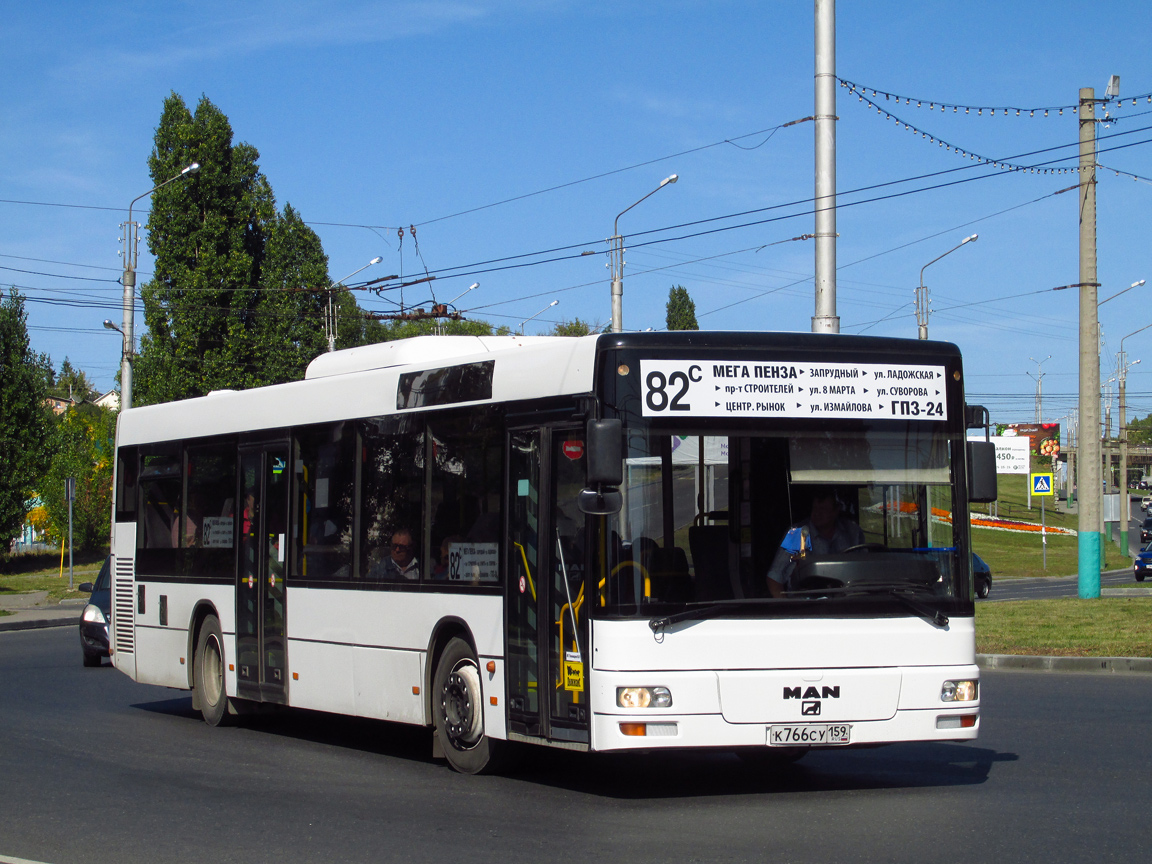
ライオンズ・シティ（初代）
ペンザ（ロシア）での採用例

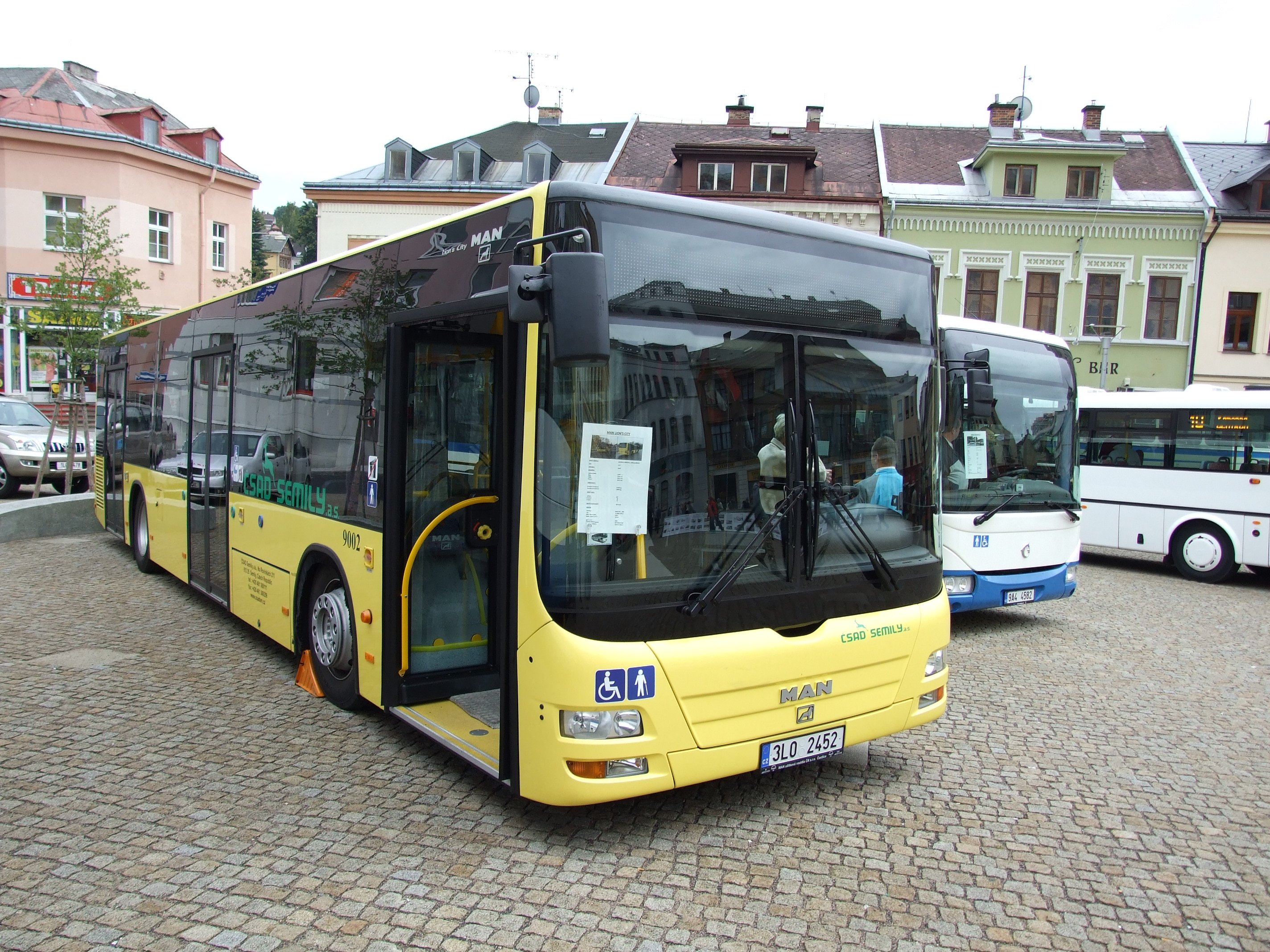
ライオンズ・シティ（2代目）
ヤブロネツ・ナド・ニソウ（チェコ）での採用例

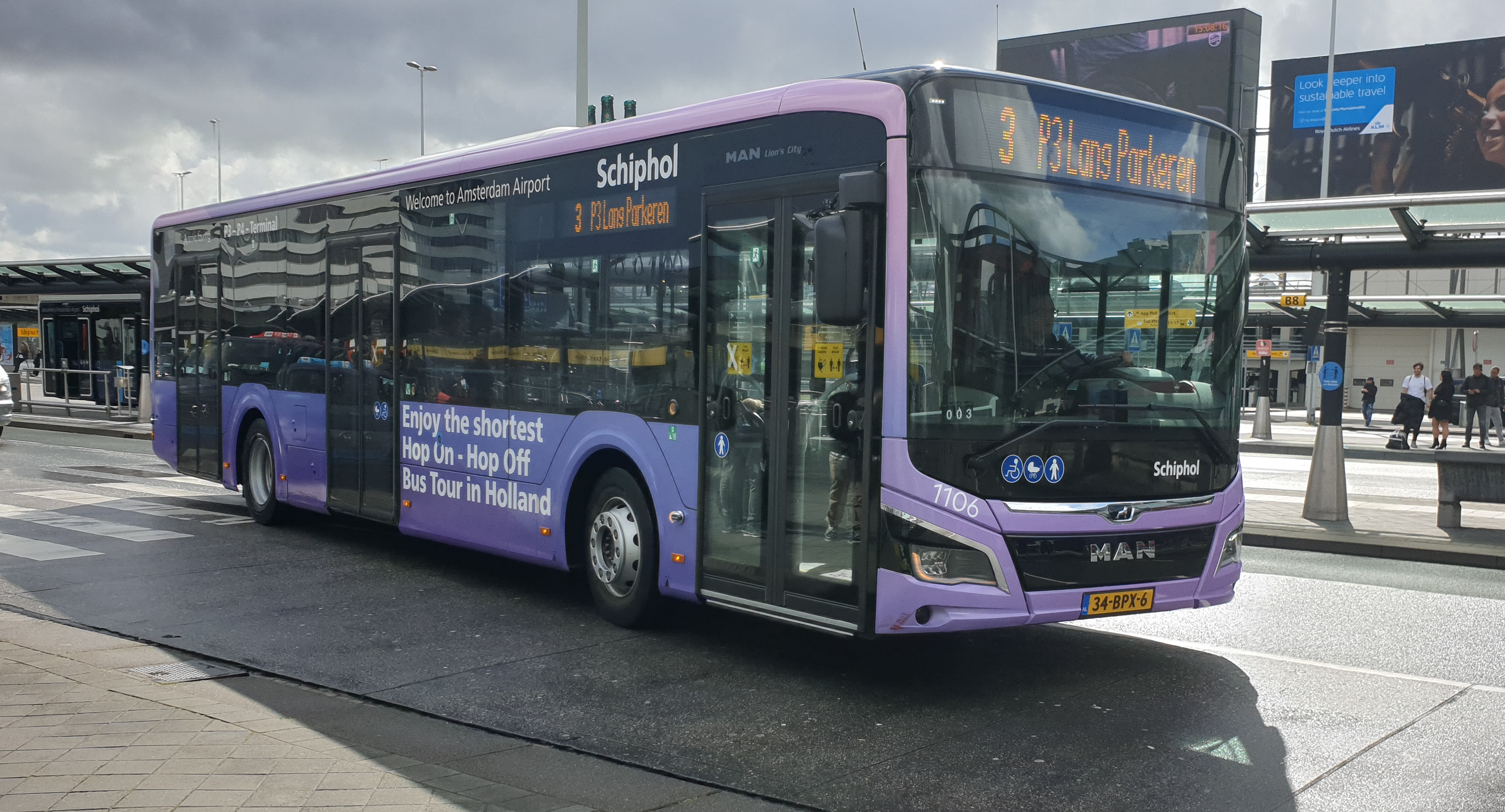
ライオンズ・シティ12
アムステルダム（オランダ）での採用例

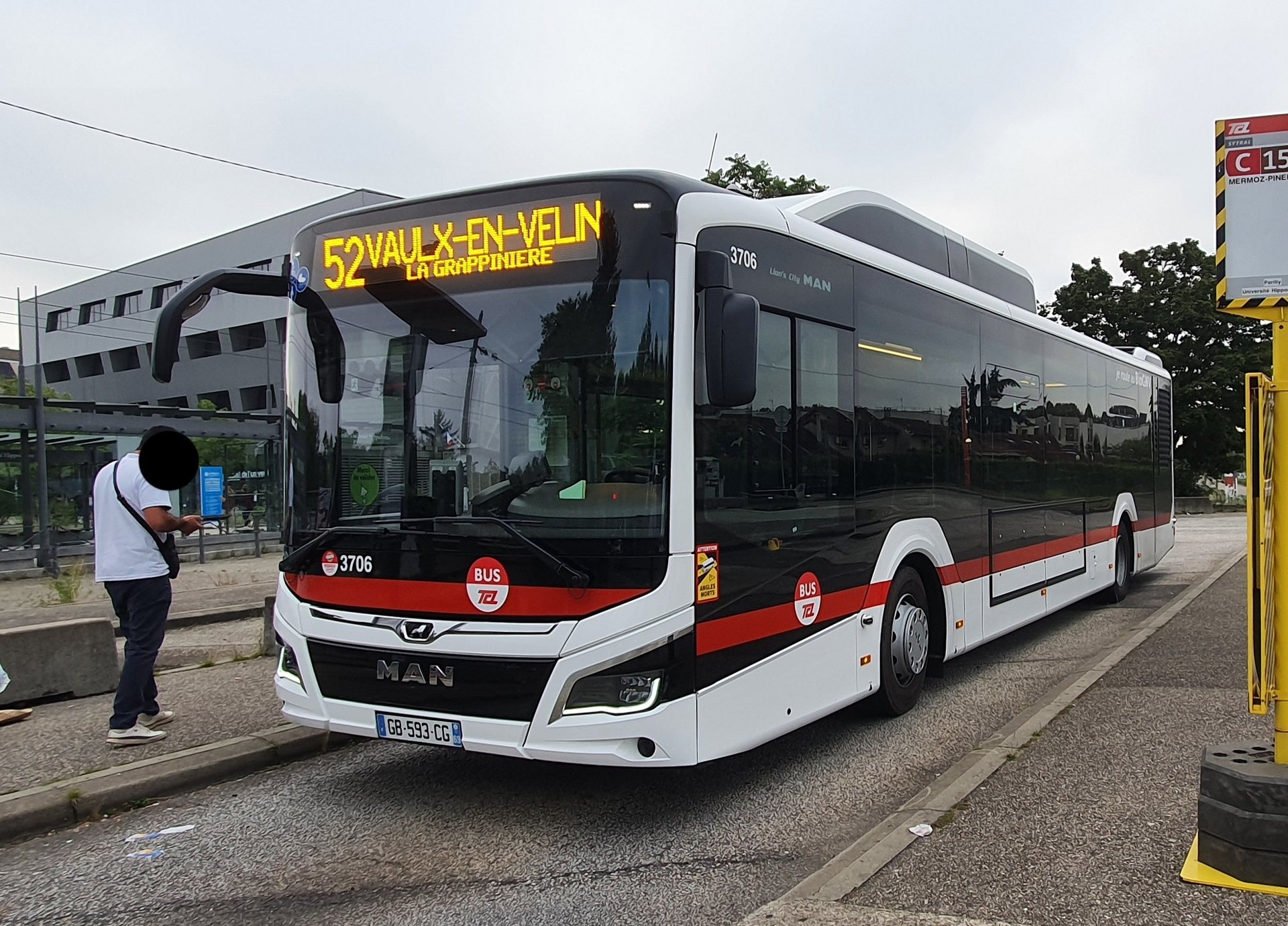
ライオンズ・シティ12 G
ブロン（フランス）での採用例

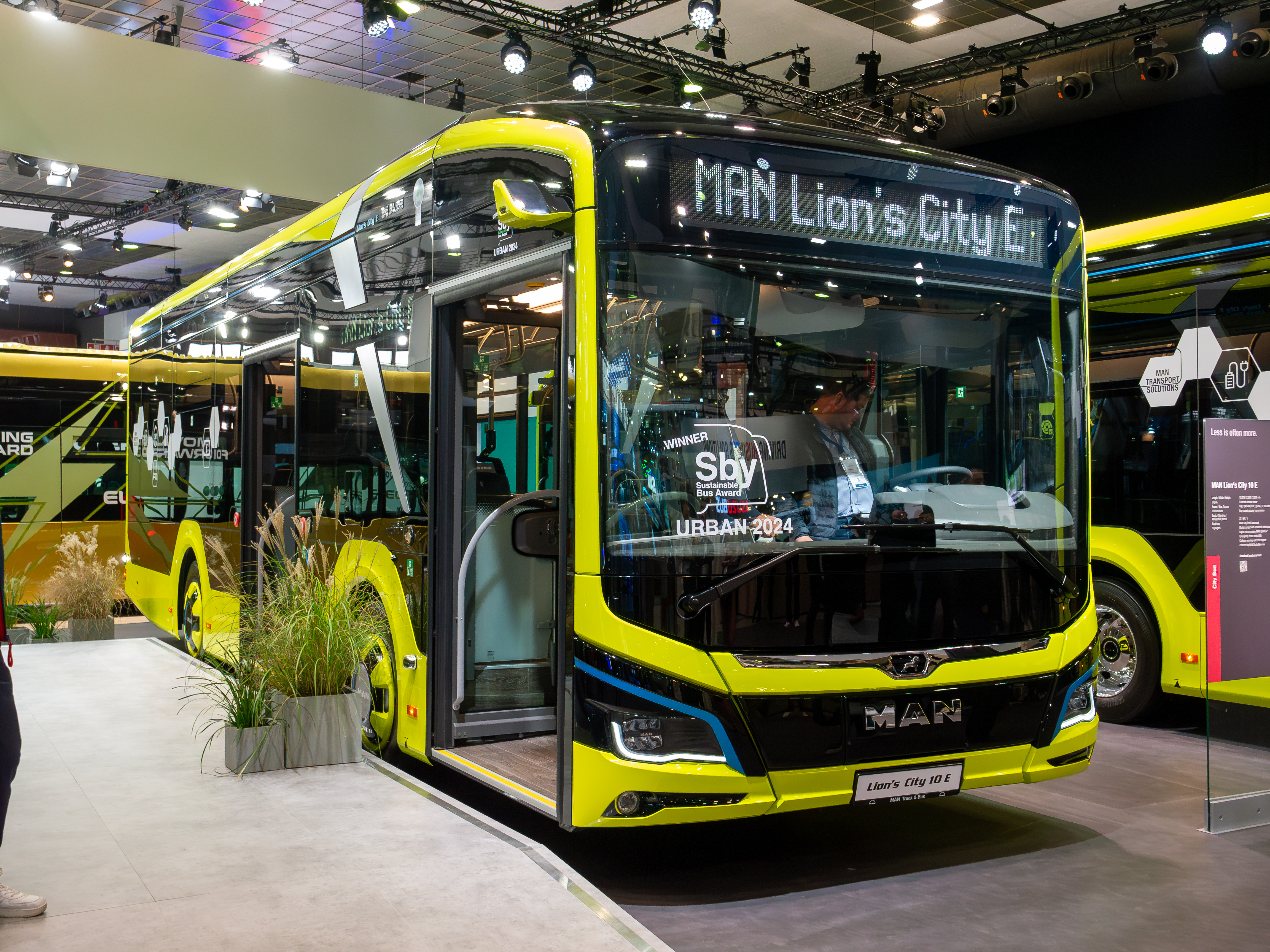
ライオンズ・シティ10 E
バスワールドヨーロッパ2023での展示車

ライオンズ・シティ12（ライオンズ・シティ）
標準モデルの2軸車。2扉または3扉。
- 全長 : 12.185m
- 全高 : 3.06m

ライオンズ・シティ12 E
標準モデルの2軸電動車。2扉または3扉。
- 全長 : 12.2m
- 全高 : 3.32m

ライオンズ・シティ12 G
標準モデルの2軸CNG車。2扉または3扉。
- 全長 : 12.185m
- 全高 : 3.295m

ライオンズ・シティÜ
標準モデルの2軸車。2扉または3扉。
- 全長 : 11.98m
- 全高 : 2.88m

ライオンズ・シティLE Ü
標準モデルの2軸車。2扉（前扉は片開きドア）。
- 全長 : 11.857m
- 全高 : 3.115m

ライオンズ・シティLE
標準モデルの2軸車。2扉。
- 全長 : 11.857m
- 全高 : 3.115m

ライオンズ・シティC
ロングボディの3軸車。2扉または3扉。
- 全長 : 13.68m
- 全高 : 3.32m

ライオンズ・シティC LE
ロングボディの3軸車。2扉または3扉。
- 全長 : 13.68m
- 全高 : 2.88m

ライオンズ・シティL
ロングボディの3軸車。2扉または3扉。
- 全長 : 14.705m
- 全高 : 2.88m

ライオンズ・シティL LE
ロングボディの3軸車。2扉または3扉。
- 全長 : 14.705m
- 全高 : 2.88m

ライオンズ・シティ10 E
ショートボディの2軸電動車。2扉または3扉。2022年に新モデルとして追加された。
- 全長 : 10.575m
- 全高 : 3.405m

### 連節バス

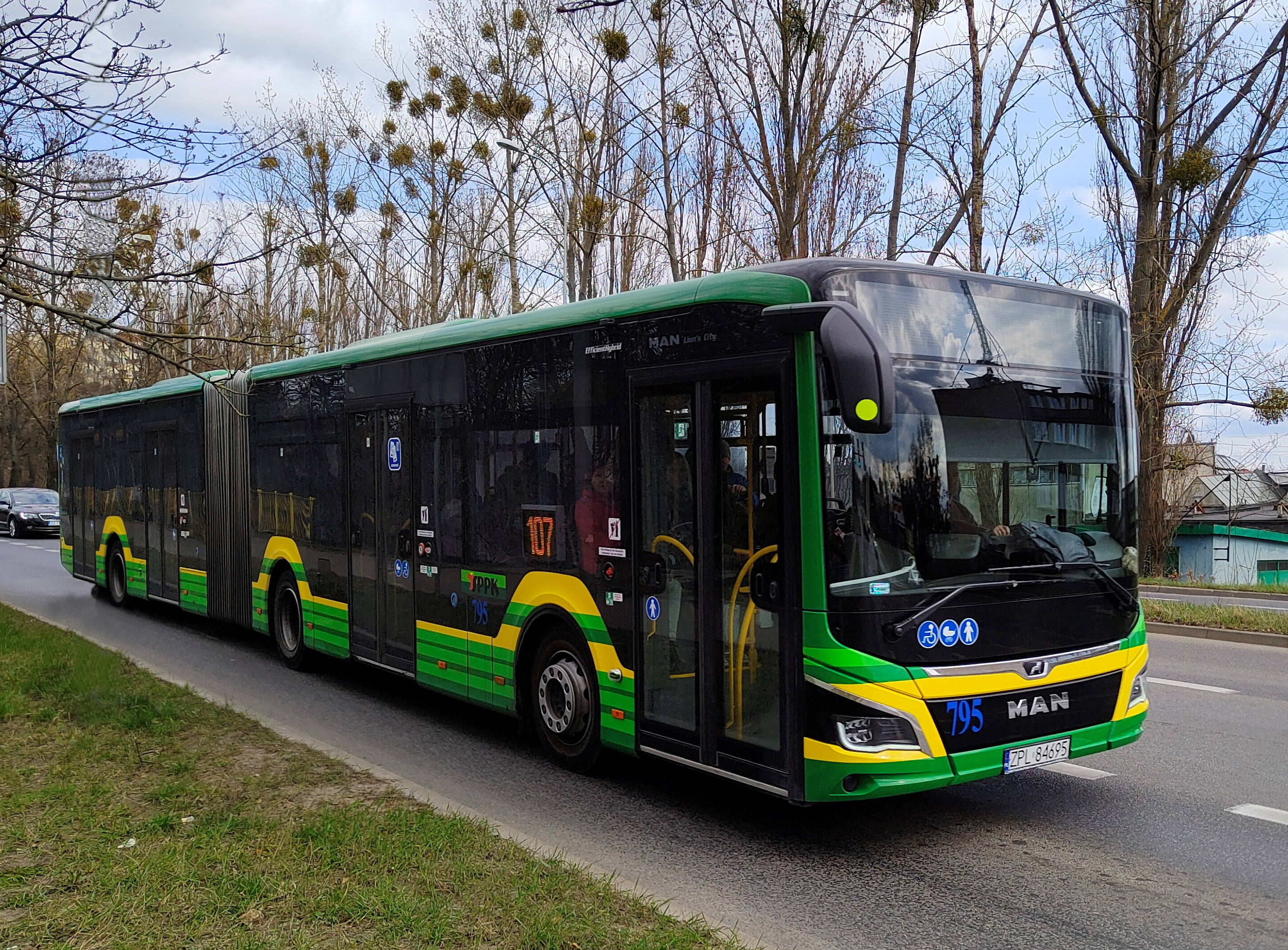
ライオンズ・シティ18
シュチェチン（ポーランド）での採用例

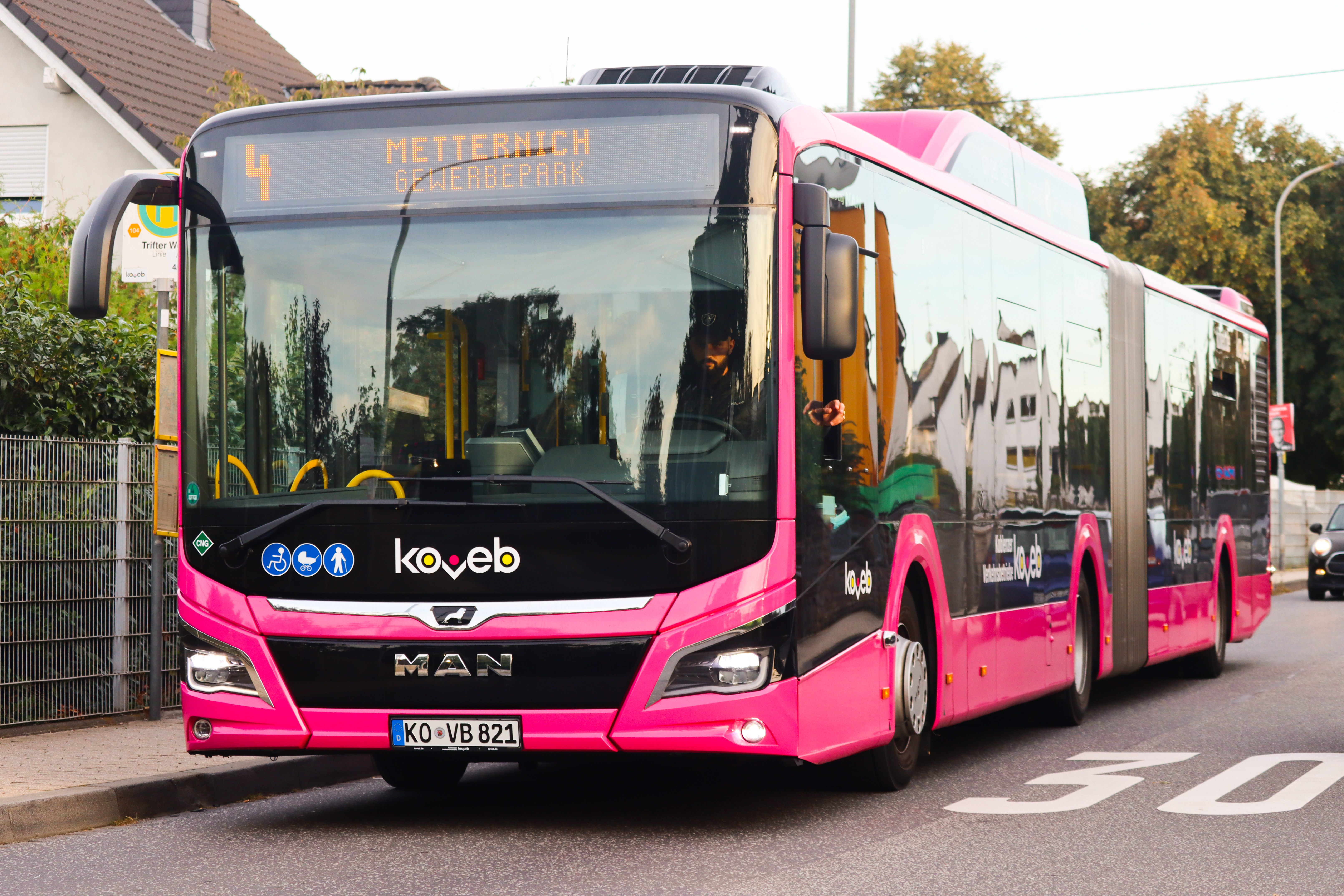
ライオンズ・シティ18 G
コブレンツ（ドイツ）での採用例

連節バスはいずれも、先頭車両が前後2軸、後部車両が後1軸の2車体。3扉または4扉。このうち、18Eは電動車、18Gと19GはCNG車である。
ライオンズ・シティ18
- 全長 : 18.06m
- 全高 : 3.06m

ライオンズ・シティ18 E
- 全長 : 18.1m
- 全高 : 3.32m

ライオンズ・シティ18 G
- 全長 : 18.06m
- 全高 : 3.295m

ライオンズ・シティ19
- 全長 : 18.75m
- 全高 : 3.055m

ライオンズ・シティ19 G
- 全長 : 18.73m
- 全高 : 3.295m

ライオンズ・シティGL
- 全長 : 18.75m
- 全高 : 2.88m

### 生産終了モデル

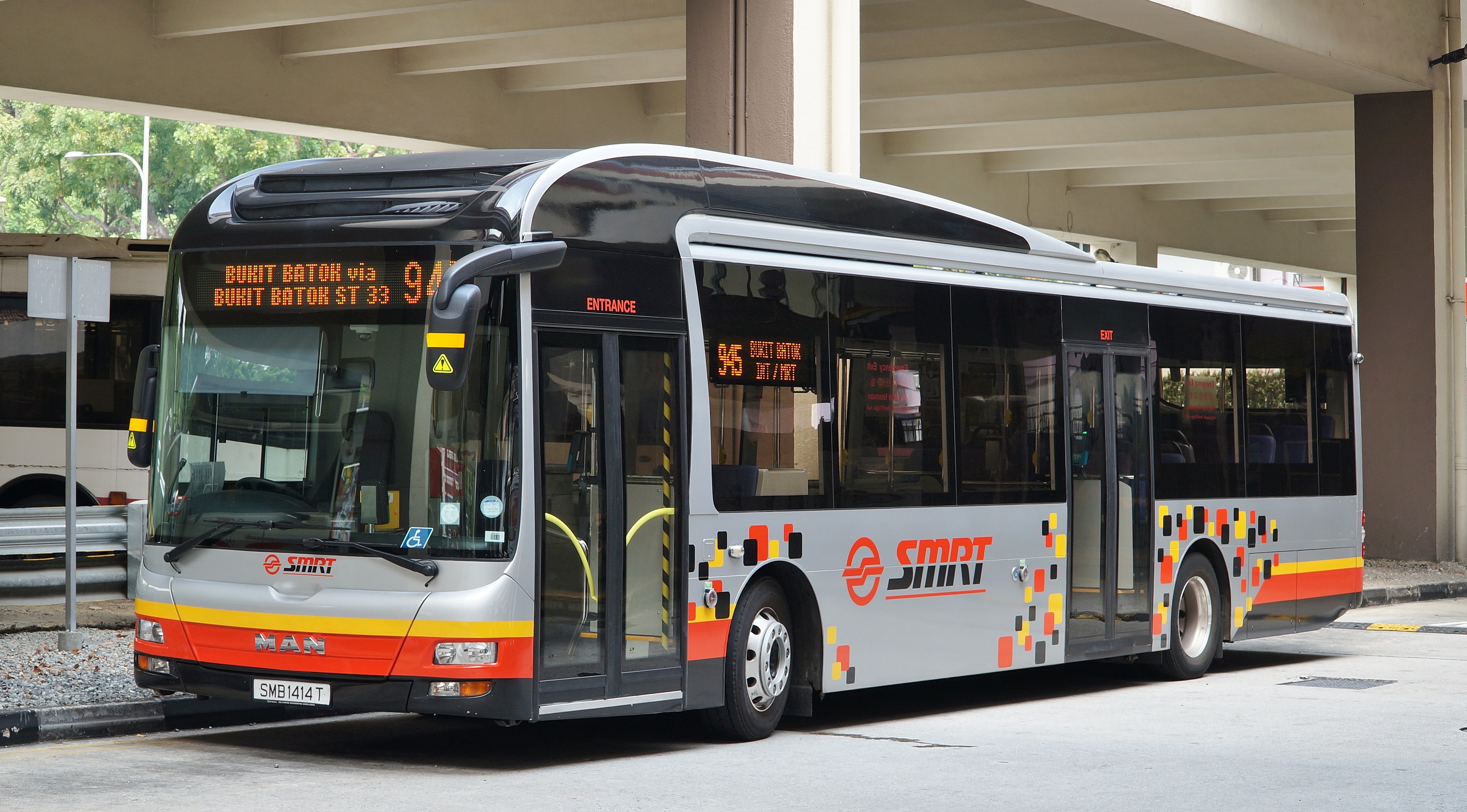
ライオンズ・シティ・ハイブリッド
シンガポール（シンガポール共和国）での採用例

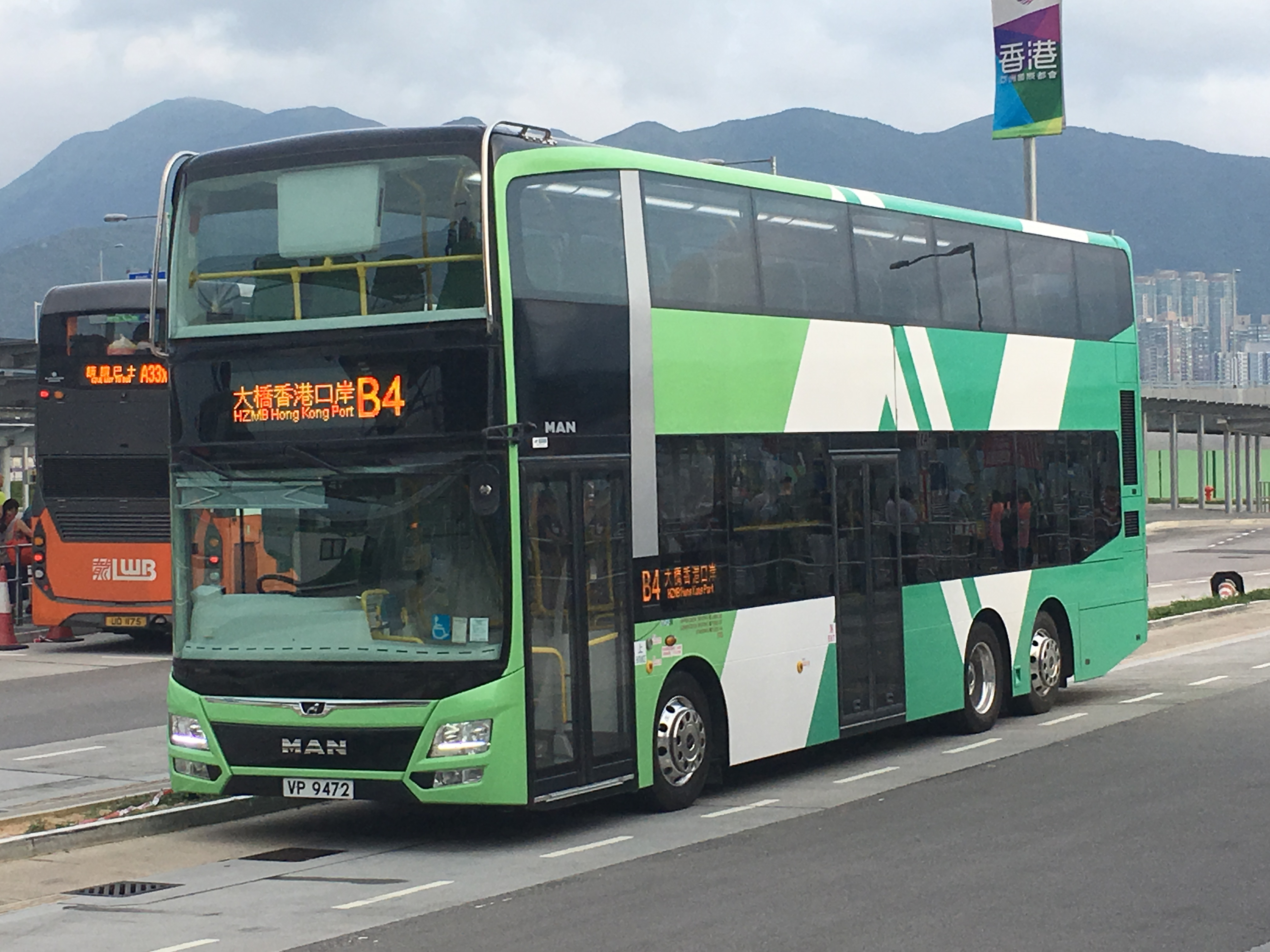
ライオンズ・シティDD
香港（中華人民共和国）での採用例

ライオンズ・シティ・ハイブリッド
標準モデルの2軸ハイブリッド車。2扉または3扉。
- 全長 : 11.98m
- 全高 : 3.275m

ライオンズ・シティDD
2階建ての3軸車。2扉または3扉。
- 全長 : 13.73m
- 全高 : 4.06m